# Giórgos Karágoutis
Giórgos Karágoutis (en grec : Γιώργος Καράγκουτης) né le 15 février 1976 à Athènes, en Grèce, est un ancien joueur grec de basket-ball. Il évolue aux postes d'ailier fort et de pivot. 

## Palmarès
- Vainqueur de l'Euroligue 1999-2000 (Panathinaïkos)